# John van Loen
Johannes Maria van Loen, född 4 februari 1965, är en nederländsk tidigare fotbollsspelare.
John van Loen spelade sju landskamper för det nederländska landslaget. Han spelade även för det nederländska landslaget och har bland annat deltagit i fotbolls-VM 1990.